# Alexander Michelis
Pour les articles homonymes, voir Michelis.

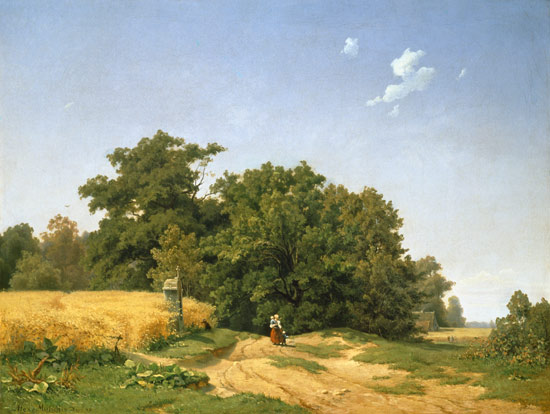
Paysage de Westphalie, 1846

Alexander Michelis (né en 1823 à Münster, mort en 1868 à Weimar) est un peintre prussien.
Alexander Michelis est le fils du dessinateur et graveur Franz Michelis. Il étudie de 1843 à 1851 à l'Académie des beaux-arts de Düsseldorf, où il est l'élève de Johann Wilhelm Schirmer. Il enseigne la peinture de paysage en 1863 jusqu'à sa mort en 1868 à l'École des beaux-arts de Weimar, lui succèderont Arnold Böcklin et Franz von Lenbach